# Heartland Motorsports Park
Der Heartland Motorsports Park, früher Heartland Park Topeka, war eine Motorsport-Rennstrecke in Topeka, im US-Bundesstaat Kansas in direkter Nähe zum Regionalflughafen Topeka.

## Geschichte
Die ersten Pläne für eine Rennstrecke in Topeka kamen 1987 auf, im Folgejahr begannen die 30 Millionen Dollar teuren Bauarbeiten. Zwei Jahre später wurden diese abgeschlossen und die Strecke fungierte im ersten Jahr ihres Bestehens als Austragungsort der IMSA-GTP-Serie. Neben den IMSA-Rennen erlangte die Anlage in den Folgejahren auch als Austragungsort für Rennen der NHRA und der NASCAR Bekanntheit. Die Trans-Am-Serie war ebenfalls dort zu Gast. Im Laufe ihres Bestehens nutzten die Rennorganisationen der SCCA, IMSA, AMA, IKF, NASCAR, ASA, und ARCA die Rundstrecke für ihre Veranstaltungen.

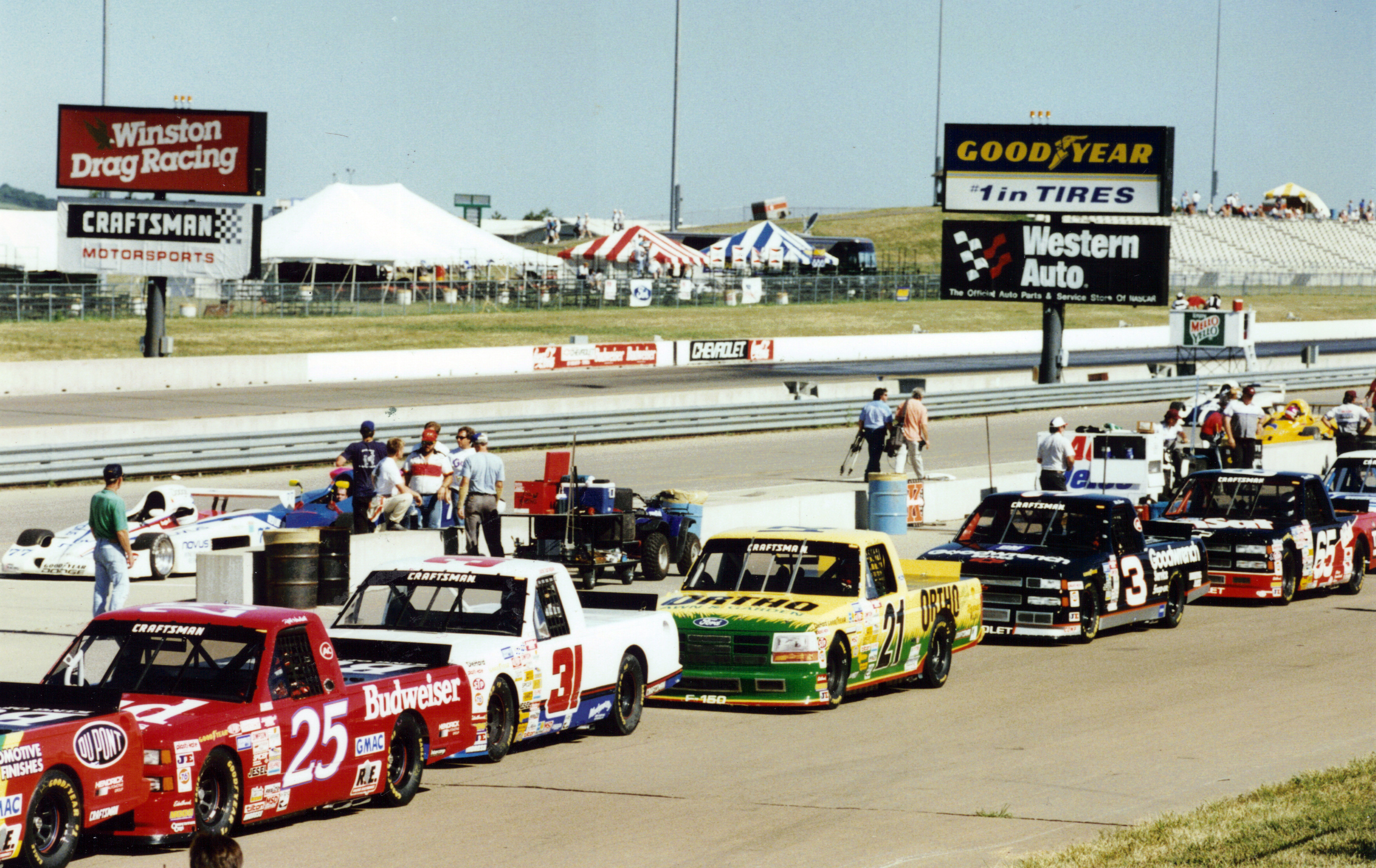
Truckrennen im Jahr 1995

Trotz der bekannten Rennserien hatte die Strecke finanzielle Probleme, welche dazu führten, dass nach einigen Jahren lediglich der Dragstrip für die NHRA relevant blieb, während die meisten anderen Veranstaltungen (auf dem Rundkurs) verschwanden. Die Rettung kam mit dem Rennstreckenbesitzer Ray Irwin, welcher den Heartland Park Topeka im Jahr 2003 erwarb und diesen renovieren ließ. Unter anderem wurde eine neue Boxengasse erbaut, dazu wurden die Strecke und der Dragstrip getrennt.
Bereits 2006 richtete die Strecke mit den SCCA National Championship Runoffs erneut eine Meisterschaft auf dem Rundkurs aus, welche in den Vorjahren auf Strecken wie Road Atlanta stattfand. Im Vorfeld wurde sie, dank Unterstützung der Regierung, erneut neu asphaltiert und mit einem 15 Millionen Dollar hohen Investitionspaket erweitert.
Weitere Veränderungen des Streckenlayouts fanden 2008 statt, doch zu der Zeit endete ebenfalls der Vertrag mit der SCCA, welche ab dann nur noch kleinere Clubrennen in Topeka abhielt. Die Situation spitzte sich in den Folgejahren zu, einerseits da die Strecke hohe Schulden hatte, andererseits führte der geringe Gewinn zu Problemen für die Regierung, welche somit rund 8 Millionen Dollar Defizit hatte.
Als Lösung wurde eine Übernahme der Strecke von der Stadtregierung entschieden, wobei sie weiterhin mit Irwin zusammenarbeiten wollte und die Anlage verpachtet werden sollte. Diese Pläne wurden kritisch gesehen, vor allem da sie von Steuern bezahlt werden sollten. Eine entsprechende Petition, welche eine Volksabstimmung forderte, wurde von Richtern als ungültig erklärt.
Nachdem 2015 lediglich einige Dragrennen auf der Strecke ausgerichtet wurden, wechselten im Winter die Besitzer. Unter Shelby Development wurden Renovierungsarbeiten durchgeführt und der Name in Heartland Motorsports Park geändert. Mit weiteren Renovierungen und Änderungen des Streckenlayouts wurden erneut Rennen verschiedener Rennserien dort ausgetragen.
Letztendlich scheiterte die Strecke allerdings an den Steuerstreitigkeiten zwischen den Besitzern und der Regierung. Am 19. September 2023 wurde die Stilllegung bekanntgegeben.

## Die Strecke
Die Hauptattraktion der Strecke war der 4,023 Kilometer lange und 18 Kurven umfassende Rundkurs, welcher auch für die meisten großen Veranstaltungen verwendet wurde. 3 weitere der 8 möglichen Streckenkonfigurationen wurden regelmäßig genutzt, darunter auch der 1,8 Meilen lange „NASCAR-Kurs“. Daneben waren ebenfalls ein Ovalkurs und ein Dragstrip vorhanden.